# Anguilla Channel
Anguilla Channel är ett sund mellan  Saint-Martin och Anguilla. 